# Lethrinus nebulosus
Lethrinus nebulosus är en fiskart som först beskrevs av Forsskål, 1775.  Lethrinus nebulosus ingår i släktet Lethrinus och familjen Lethrinidae. Inga underarter finns listade i Catalogue of Life.